# Stenothoe haleloke
Stenothoe haleloke är en kräftdjursart som beskrevs av J. L. Barnard 1970. Stenothoe haleloke ingår i släktet Stenothoe och familjen Stenothoidae. Inga underarter finns listade i Catalogue of Life.